# Meudon (Teresópolis)
Meudon é um bairro de classe média baixa de Teresópolis, cidade localizada no interior do estado do Rio de Janeiro. De acordo com o Instituto Brasileiro de Geografia e Estatística (IBGE), sua população no ano de 2010 era de 6 985 habitantes, sendo 3 673 mulheres (52.6%) e 3 312 homens (47.4%), possuindo um total de 2 426 domicílios.